# 広橋胤保
広橋 胤保（ひろはし たねやす）は、幕末の公卿。広橋光成の子。
1859年（安政6年）、参議兼左大弁。のち正二位権大納言。祐宮（のちの明治天皇）の習字師範。1863年（文久3年）、議奏となって公武合体につとめたため、王政復古で参朝をとめられた。1876年（明治9年）11月14日死去。

## 系譜
- 家女房：豊[3]
  - 胤光[3]
  - 茂子 - 聖海（光照院門跡、恵聖院住職）[3]
  - 保子（金刀比羅宮宮司琴陵宥常[注 1]室）[3]
  - 賢光[3]
- 家女房：米[3]
  - 藤波言忠（藤波家へ養子）[3]
  - 榮子(はじめ岩倉具義（岩倉具視長男）夫人。のち旧肥前佐賀藩主・鍋島直大侯爵夫人。）[3] - 梨本宮伊都子妃、松平信子の母、李方子、広橋規子、秩父宮妃勢津子の祖母
  - 幾子（松平茂昭室）[3] - 松平茂昭後室となり、そこで誕生した茂時を実の兄である言忠の養子として送り出す。
- 養子：
  - 南光利[3]
  - 文子（父：伊勢神宮祭主 藤波教忠、藤波言忠室）[3]
  - 恭子（父：伊勢神宮祭主 藤波教忠、藤波言忠室その後離婚し、大巌蟄竜と再婚）[3]